# Carlotta Cristiani
Carlotta Cristiani (Milano, 8 gennaio 1967) è una montatrice italiana.

## Biografia
Nata a Milano, vive tra Milano e Roma. Diplomata alla Civica Scuola di Cinema ed eterna laureanda al Dams dell'Università di Bologna, dal 1992 monta film di finzione e documentari che hanno partecipato ai più importanti festival di cinema internazionali.
Collabora con Soldini (Il comandante e la cicogna, Cosa voglio di più), Di Costanzo (L'intervallo), Spada (Come l'ombra, Il mio domani), Oliviero (La variabile umana), Bispuri (Vergine Giurata) e tanti altri.
Insegna montaggio alla Civica Scuola di Cinema Luchino Visconti.

## Filmografia
- Pane e tulipani, regia di Silvio Soldini (2000)
- Lupo Mannaro, regia di Antonio Tibaldi (2000)
- Guarda il cielo, regia di Piergiorgio Gay (2000)
- Paesi Leggeri, regia di Enrico Pau (2002)
- Giravolte, regia di Carola Spadoni (2002)
- La forza del passato, regia di Piergiorgio Gay (2002)
- Brucio nel vento, regia di Silvio Soldini (2002)
- Racconto di guerra, regia di Mario Amura (2003)
- Tu la conosci Claudia?, regia di Massimo Venier (2004)
- Agata e la tempesta, regia di Silvio Soldini (2004)
- Mi fido di te, regia di Massimo Venier (2007)
- Giorni e nuvole, regia di Silvio Soldini (2007)
- Come l'ombra, regia di Marina Spada (2007)
- Quattro giorni con Vivian, regia di Silvio Soldini (2008)
- Un paese diverso, regia di Silvio Soldini e Giorgio Diritti (2008)
- Paese che mi guardi, regia di Marina Spada (2009)
- Pandemia, regia di Lucio Fiorentino (2009)
- Generazione mille euro, regia di Massimo Venier (2009)
- Niente paura, regia di Piergiorgio Gay (2010)
- La piccola A, regia di Salvatore D'Alia e Giuliano Ricci (2010)
- Cosa voglio di più, regia di Silvio Soldini (2010)
- Milano 55.1, regia di Luca Mosso e Bruno Oliviero (2011)
- Cadenza d'inganno, regia di Leonardo Di Costanzo (2011)
- Senza arte né parte, regia di Giovanni Albanese (2011)
- Il mio domani, regia di Marina Spada (2011)
- L'intervallo, regia di Leonardo Di Costanzo (2012)
- Il comandante e la cicogna, regia di Silvio Soldini (2012)
- La variabile umana, regia di Bruno Oliviero (2013)
- Milano 2015, regia di Elio, Roberto Bolle, Silvio Soldini, Walter Veltroni, Cristiana Capotondi e Giorgio Diritti (2015)
- Vergine giurata, regia di Laura Bispuri (2015)
- Les ponts de Sarajevo, regia di registi vari (2015)
- Come diventare grandi nonostante i genitori, regia di Luca Lucini (2016)
- L'intrusa, regia di Leonardo Di Costanzo (2017)
- Il colore nascosto delle cose, regia di Silvio Soldini (2017)
- Nato a Casal di Principe, regia di Bruno Oliviero (2018)
- Figlia mia, regia di Laura Bispuri (2018)
- Cattività, regia di Bruno Oliviero (2019)
- Berni e il giovane faraone, regia di Marco Chiarini (2019)
- Omelia Contadina, regia di Alice Rohrwacher (2020)
- Gli indifferenti, regia di Leonardo Guerra Seràgnoli (2020)
- Il paradiso del pavone, regia di Laura Bispuri (2021)
- Ariaferma, regia di Leonardo Di Costanzo (2021)
- Calcinculo, regia di Chiara Bellosi (2022)
- Elisa, regia di Leonardo Di Costanzo (2025)

## Riconoscimenti
David di Donatello
- 2002 - Candidatura per David di Donatello per il miglior montatore per Brucio nel vento
- 2008 - Candidatura per David di Donatello per il miglior montatore per Giorni e nuvole

Nastro d'argento
- 2000 - Candidatura per Nastro d'argento al migliore montaggio per Pane e tulipani